# 藤田幹雄
藤田 幹雄（ふじた みきお、1968年10月11日 - ）は、日本の政治家。自由民主党所属の元衆議院議員（1期）。

## 来歴・人物
東京都出身。父は社会政策学者の藤田伍一（一橋大学名誉教授・東京福祉大学学長）。
慶應義塾普通部、慶應義塾高等学校、慶應義塾大学理工学部機械工学科卒業、ソニーや光通信に勤めた後、資産運用会社を経て、第44回衆議院議員総選挙の候補者公募に合格し、自由民主党公認で千葉4区から出馬した。2005年9月11日の同選挙では、野田佳彦に944票差で敗れたが、比例南関東ブロックで復活し初当選。
同年に行われた総選挙で初当選した議員による83会の一員であるが、義理の叔父である武部勤（藤田の妹が武部の長男・武部新に嫁いでいる）が設立したグループ・新しい風にも属しており、人脈的には武部の所属派閥であり藤田と同様、慶應義塾大学からソニーに就職した甘利明も所属している山崎派に近いと見られている。
2009年8月30日の第45回衆議院議員総選挙に自民党から出馬し、公明党の推薦も受けるも、野田に再び敗れ比例復活ならず落選。
2012年12月16日の第46回衆議院議員総選挙で野田との3度目の対決を迎える。全国的に民主党の大逆風が吹き荒れていたが、野田は当時現役の内閣総理大臣であり、藤田に限ってはそれまで以上に厳しい戦いを強いられる事となった。結果、野田に同区始まって以来の最多得票を許す事態となり、投票率の下落もあって自身の得票は減少。比例南関東ブロック内の自民党小選挙区重複立候補者で、唯一比例復活すらできずに再び落選。
2014年12月14日の第47回衆議院議員総選挙では比例南関東ブロックから単独38位で立候補するも落選。

## 所属していた団体・議員連盟
- 自民党動物愛護管理推進議員連盟
- 83会